# Apolodor iz Damaska
Apolodor iz Damaska (starogrško Ἀπολλόδωρος ὁ Δαμασκηνός) je bil nabatejski arhitekt in inženir iz Damaska v rimski Siriji, ki je deloval v 2. stoletju. Kot inženir je avtor več tehničnih razprav, njegova velika arhitekturna produkcija pa mu je v njegovem času pridobila izjemno priljubljenost. Je eden redkih arhitektov, čigar ime je preživelo iz antike, in je zaslužen za uvedbo več vzhodnjaških novosti v rimski cesarski slog, kot je na primer, da je kupola postala standard.

## Zgodnje življenje
Apolodor se je rodil v Damasku v Siriji v času, ko so mu vladali Nabatejci ali ko so imeli v njem precejšnjo prisotnost, okoli 50 ali pozneje med 60 in 70 n. št. Apolodor naj bi bil tudi sam nabatejskega etničnega porekla, Damask pa je bil med njegovo odraslostjo del Rimskega cesarstva. O njegovem zgodnjem življenju je malo znanega, vendar je svojo kariero začel kot vojaški inženir, preden se je srečal z bodočim cesarjem Trajanom v Damasku. Ta ga je poklical v Rim leta 91 našega štetja, po svojem dvajsetem rojstnem dnevu in ga pozneje spremljal med drugo dačansko vojno leta 105 n. št.

## Delo
Apolodor je bil Trajanov priljubljeni arhitekt in inženir. Zasnoval in nadzoroval je gradnjo Foruma, tržnic in templja ter Trajanovega stebra (prvi tovrstni spomenik) in Domicijanovega stadiona v mestu Rim. Zunaj prestolnice je Apolodor v zgradil mostove čez Tajo (Španija), čez Donavo in ter zasnoval Trajanov slavolok v Beneventu in Anconi. Je avtor knjige Siege Engines (Πολιορκητικά), posvečene neimenovanemu cesarju, verjetno Trajanu.

## Ilustracije v rokopisih
- Apolodor iz Damaske, Poliorketika 148: želva Chelone (Oblegalna naprava), premična zaščitna streha kot oblegovalna naprava, v rokopisu Paris, Bibliothèque Nationale de France, Graec. 2442, fol. 81v (11./12. stoletje)
- Apolodor iz Damaska, Poliorketika 170: oblegalni stolp z dvižnim mostom. Pariz, Bibliotheque Nationale, Graec. 2442, fol. 97v (11./12. stoletje)

## Slog
Fiorella Festa Farina, direktorica italijanskega inštituta za kulturo v Damasku, je opisala Apolodorjevo tehnično moč, kot da izvira iz njegovih kulturnih korenin in arhitekturne tradicije Sirije, zahvaljujoč njegovemu obvladovanju »nabatejske kulture, filtrirane skozi grške načine mišljenja«. Znan je bil po svojih praktičnih in robustnih dizajnih. Verjetno so zaradi njegovega vpliva kupole postale standardni element v rimski arhitekturi.

## Smrt
Kasij Dion poroča, da je Apolodor užalil Hadrijana s tem, da je zavrnil in zasmehoval cesarjeve napade v arhitekturo, ki so privedli do njegovega izgnanstva in smrti (čeprav so se pojavili dvomi o resničnosti Dionove trditve).

## V literaturi
Apolodor iz Damaska igra pomembno vlogo v kasnejšem delu zgodovinskega romana Empire Stevena Saylorja. (Izmišljeni) protagonist Marcus Pinarius, nadarjen mlad kipar in arhitekt, postane Apolodorov varovanec, ga spremlja med vojno v Dakiji in na različnih gradbenih projektih v Rimu, kasneje pa se poroči z Apolodorjevo hčerjo. Po Apolodorjevem izgnanstvu Pinarius prevzame njegovo mesto kot najljubši Hadrijanov  arhitekt. Čeprav je vse to izmišljeno, knjiga sledi znanim dejstvom iz Apolodorjevega življenja (in sprejema poročilo o njegovi smrti od Hadrijanove roke).

## Glavna dela
- Trajanov forum
- Trajanov steber
- Trajanova tržnica
- Panteon Epoca adrianea
- Trajanov slavolok v Anconi
- Trajanov slavolok v Beneventu
- Trajanov most na Donavi med osvajanjem Dakije